# 보잉 B-47 스트래토젯
보잉 B-47 스트래토제트(영어: Boeing B-47 Stratojet)는 6발 제트엔진의 중거리 전략폭격기다. B-45와 함께 제트폭격기 시대를 연 기종이기도 하며 1950~60년대 냉전시절 미국 핵안보의 일익을 담당하였다.

## 역사
1943년 미국 공군은 제트 엔진 정찰 폭격기의 소요를 제기했다. 이에 따라 제작사들은 제트 폭격기 연구를 시작했다.
보잉은 이 요청에 응답한 여러 회사 중 하나였다. 최초의 디자인은 모델 424으로, 피스톤 엔진인 B-29 폭격기에 제트 엔진 4개를 장착한 모델이었다.
1944년 최초의 개념은 진화되어 정식의 RFP가 발표되었다. 최대속도 550 mph (890 km/h), 순항속도 450 mph (720 km/h), 항속거리 3,500 mi (5,600 km), 최대고도 45,000 ft (13,700 m)
1944년 12월, 노스 아메리칸 항공, 컨베어 코퍼레이션, 보잉, 글렌 마틴이 미국 공군의 RFP를 만족하는 장거리 제트 폭격기 모델을 제출했다.
미국 공군은 4개의 회사에 모두 연구 계약을 체결했다. 노스 아메리칸과 컨베어는 4개 엔진 디자인에 집중했다. 노스아메리칸 B-45 토네이도, XB-46가 되었다. 보잉과 마틴은 6개 엔진 폭격기를 설계했다. B-47, XB-48이 되었다. 제너럴 일렉트릭의 신형 TG-180 터보젯 엔진을 사용했다.
1946년 4월 미국 공군은 보잉의 모델 450에 매우 만족해 하며 2대의 XB-47 시제기 생산을 주문했다. 1947년 6월 조립을 시작했다. 1947년 9월 12일 최초의 XB-47 시제기가 출고되었다. 미국 육군 항공대에서 미국 공군으로 분리되기 8일 전이었다.

## 제원(B-47E)
정보의 출처: Quest for Performance
일반 특성
- 승무원: 3
- 길이: 107 ft 1 in (32.65 m)
- 날개폭: 116 ft 0 in (35.37 m)
- 높이: 28 ft 0 in (8.54 m)
- 날개면적: 1,428 ft² (132.7 m²)
- 날개꼴: NACA 64A(0.225)12 mod root and tip
- 공허중량: 79,074 lb (35,867 kg)
- 탑재중량: 133,030 lb (60,340 kg)
- 최대이륙중량: 230,000 lb (100,000 kg)
- 엔진: 6× General Electric J47-GE-25 turbojets, 7,200 lbf (32 kN) 각각
- Zero-lift drag coefficient: 0.0148 (estimated)
- Drag area: 21.13 ft² (1.96 m²)
- Aspect ratio: 9.42

성능
- 최대속도: 607 mph (528 kn, 977 km/h)
- 순항속도: 557 mph (484 kn, 896 km/h)
- 전투행동반경: 2,013 mi (1,749 nmi, 3,240 km) with 20,000 lb (9,000 kg) bombload
- 최대항속거리: 4,647 mi (4,037 nmi, 6,494 km)
- 상승한도: 33,100 ft (10,100 m)
- 상승률: 4,660 ft/min (23.7 m/s)
- 날개하중: 93.16 lb/ft² (454.8 kg/m²)
- 추력대중량비: 0.22

- Lift-to-drag ratio: 20.0 (estimated)

무장
- 기관포: 2× 20 mm (0.787 in) M24A1 autocannons in a remote controlled tail turret with AN/APG-39 Gun-laying radar[2]
- 폭탄: 25,000 lb (11,000 kg) of ordnance, including:
  - 2 × 마크 15 핵폭탄 (3.8 Mt) 또는
  - 1 × B41 핵폭탄 (25 Mt) 또는
  - 1 × B53 핵폭탄 (9 Mt) 또는
  - 28 × 500 lb (230 kg) 재래식 폭탄

## 같이 보기
- 보잉 B-29 슈퍼포트리스
- B-36
- 노스아메리칸 B-45 토네이도
- 보잉 B-52 스트래토포트리스
- 투폴레프 Tu-16
- 더글러스 A3D 스카이워리어
- 보잉 367-80
- 아브로 벌컨
- 핸들리 페이지 빅터
- 일류신 Il-28
- 투폴레프 Tu-16
- 빅커스 발리언트